# Marnay-sur-Seine

Marnay-sur-Seine este o comună în departamentul Aube din nord-estul Franței. În 2009 avea o populație de 246 de locuitori.